# Svetlana Semiónova
Svetlana Semiónova (rus: Светлана Степановна Семёнова)  (Pskov, 11 de maig de 1958) és una exremadora russa que va competir sota bandera de la Unió Soviètica durant les dècades de 1970 i 1980.
El 1980 va prendre part en els Jocs Olímpics de Moscou, on guanyà la medalla de bronze en la competició del quatre amb timoner, formant equip amb Nina Txeremíssina, Maria Fadeeva, Galina Sovetnikova i Marina Studneva. En el seu palmarès també destaquen tres medalles d'or i una de bronze al Campionat del món de rem.